# Roman Gladysh
Roman Gladysh, né le 12 octobre 1995 à Lviv, est un coureur cycliste ukrainien. Il est notamment devenu champion d'Europe du scratch en 2018.

## Palmarès sur piste

### Championnats du monde
- Saint-Quentin-en-Yvelines 2015
  - 4e du scratch
  - 11e de l'américaine
- Londres 2016
  - 13e du scratch
  - 14e de la poursuite par équipes
- Hong Kong 2017
  - 20e de l'omnium[1]
- Apeldoorn 2018
  - 4e du scratch[2]
  - 17e de l'omnium[3]
- Pruszków 2019
  - 12e du scratch
  - 18e de la poursuite par équipe[4]

### Coupe du monde
- 2017-2018
  - 3e de l'omnium à Santiago
- 2019-2020
  - 1er du scratch à Cambridge

### Championnats d'Europe
| Édition / Épreuve     | Course à l'américaine | Scratch |
| Anadia 2013 (juniors) | Argent                |         |
| Anadia 2017 (espoirs) | Bronze                |         |
| Berlin 2017           |                       | Bronze  |
| Glasgow 2018          |                       | Or      |
| Plovdiv 2020          |                       | Argent  |
| Munich 2022           |                       | 16e     |

### Championnats nationaux
- 2014
  -  Champion d'Ukraine de poursuite par équipes (avec Vitaliy Hryniv, Roman Shevchuk et Vladislav Kreminskyi)
  - 2e du championnat d'Ukraine de course aux points
- 2015
  -  Champion d'Ukraine de poursuite par équipes (avec Vitaliy Hryniv, Vladislav Kreminskyi, Maksym Vasyliev et Volodymyr Dyudya)
  -  Champion d'Ukraine du scratch
  -  Champion d'Ukraine de l'omnium
- 2017
  -  Champion d'Ukraine de l'américaine (avec Taras Shevchuk)
  - 2e du championnat d'Ukraine de poursuite par équipes
- 2019
  -  Champion d'Ukraine du kilomètre
  -  Champion d'Ukraine de poursuite par équipes (avec Oleksandr Kryvych, Vitaliy Hryniv, Kyrylo Tsarenko, Vladyslav Shcherban et Oleksandr Smetaniuk)
  -  Champion d'Ukraine de l'omnium
  - 2e du championnat d'Ukraine de poursuite
- 2021
  -  Champion d'Ukraine de course aux points
  -  Champion d'Ukraine de l'américaine (avec Oleksandr Kryvych)
  -  Champion d'Ukraine de l'omnium
  - 3e du championnat d'Ukraine du scratch
- 2023[5]
  -  Champion d'Ukraine du scratch
  -  Champion d'Ukraine de l'américaine (avec Maksym Vasyliev)
  -  Champion d'Ukraine de l'omnium
  -  Champion d'Ukraine de poursuite par équipes (avec Maksym Vasyliev, Yaroslav Kozakov, Vitaliy Hryniv et Vladyslav Shcherban)
  - 2e du championnat d'Ukraine de poursuite
- 2024[6]
  -  Champion d'Ukraine du scratch
  -  Champion d'Ukraine de l'élimination
  - 2e du championnat d'Ukraine de poursuite
  - 2e du championnat d'Ukraine de l'omnium
- 2025[7]
  -  Champion d'Ukraine de l'élimination
  -  Champion d'Ukraine de l'omnium
  - 2e du championnat d'Ukraine de poursuite par équipes

## Palmarès sur route

### Par année
- 2016
  - 2e étape de Pologne-Ukraine
- 2017
  - 2e de Pologne-Ukraine

### Classements mondiaux
| Année           | 2018   | 2019   |
| --------------- | ------ | ------ |
| UCI Europe Tour | 1 287e | 1 755e |